# كهف اليمح
كهف اليمح هو كهف يقع بالقرب من مدينة حتا، دبي، الإمارات العربية المتحدة. يبلغ طول الكهف 8 أمتار، وعرضه حوالي 4 أمتار، فيما يبلغ ارتفاعه 3 أمتار، ويقع في بداية جبل اليمح.